# Denis Kusin
Denis Walerjewitsch Kusin (russisch Денис Валерьевич Кузин; * 4. Dezember 1988 in Kustanai, Kasachische SSR, Sowjetunion) ist ein kasachischer Eisschnellläufer. Er hat sich dabei auf die 1000 und 1500 Meter spezialisiert.
Kusin nimmt seit 2008 an internationalen Wettbewerben teil. Zunächst startete er bei den Junioren-Weltmeisterschaften, ohne jedoch eine nennenswerte Platzierung zu erreichen. Sein Weltcup-Debüt feierte Kusin im November 2008 in Berlin. Sein bisher bestes Weltcup-Ergebnis erreichte er mit einem fünften Platz über 1000 Meter im Dezember 2010 in Changchun.
Kusin hat an den Olympischen Winterspielen 2010 in Vancouver teilgenommen. Er belegte jeweils einen 23. Platz über die 1000 und 1500 Meter Strecke.
Bei der WM 2013 in Sotschi gewann Kusin völlig überraschend die Goldmedaille über 1000 Meter. Dies war das erste WM-Gold für Kasachstan im Eisschnelllauf.